# Оскар (24-та церемонія вручення)
24-та церемонія вручення нагород премії «Оскар» Академії кінематографічних мистецтв і наук за досягнення в галузі кінематографа за 1951 рік  відбулася 20 березня 1952 року в Лос-Анджелесі, штат Каліфорнія, США.

## Переможці та номінанти
Переможці вказуються першими, виділяються жирним шрифтом та відмічені знаком «★».
| Найкращий фільм | Найкраща режисерська робота |
| --- | --- |
| - «Американець у Парижі» — Артур Фрід Metro-Goldwyn-Mayer - «Камо грядеши» — Сем Цимбаліст Metro-Goldwyn-Mayer - «Трамвай „Бажання“» — Чарльз К. Фельдман Warner Bros. - «Місце під сонцем» — Джордж Стівенс Paramount Pictures - «Рішення до світанку» — Анатоль Літвак, Френк Маккарті 20th Century Studios | - Джордж Стівенс – «Місце під сонцем» ★ - Вільям Вайлер – «Детективна історія» - Вінсент Міннеллі – «Американець у Парижі» - Джон Г'юстон – «Африканська королева» - Еліа Казан – «Трамвай „Бажання“» |
| Найкраща чоловіча роль | Найкраща жіноча роль |
| - Гамфрі Боґарт – «Африканська королева» за рольЧарлі Олната ★ - Артур Кеннеді – «Яскрава перемога» за роль Ларрі Невінса - Марлон Брандо – «Трамвай „Бажання“» за роль Стенлі Ковальскі - Монтгомері Кліфт – «Місце під сонцем» за роль Джорджа Істмана - Фредрік Марч – «Смерть комівояжера» за роль Віллі Ломана | - Вів'єн Лі – «Трамвай „Бажання“» за роль Бланш Дюбуа ★ - Джейн Вайман – «Блакитна вуаль» за роль ЛуЛу Мейсон - Кетрін Гепберн – «Африканська королева» за роль Роуз Сейєр - Шеллі Вінтерс – «Місце під сонцем» за роль Аліси Тріпп - Елеонор Паркер – «Детективна історія» за роль Мері Маклеод |
| Найкраща чоловіча роль другого плану | Найкраща жіноча роль другого плану |
| - Карл Молден – «Трамвай „Бажання“» за роль Гарольда Мітчела (Мітч) ★ - Гіг Янг – «Приходь, наповни чашку» за роль Бойда Коупленда - Пітер Устінов – «Камо грядеши» за роль Нерона - Кевін Маккарті – «Смерть комівояжера» за роль Біффа Ломана - Лео Генн – «Камо грядеши» за роль Петронія Арбітра | - Кім Гантер – «Трамвай „Бажання“» за роль Стелли Ковальські ★ - Джоан Блонделл – «Блакитна вуаль» за роль Енні Роулінз - Лі Грант – «Детективна історія» за роль магазинного злодія - Телма Ріттер – «Шлюбний сезон» за роль Елен Макналті - Мілдред Даннок – «Смерть комівояжера» за роль Лінди Ломан |
| Найкращий оригінальний сценарій | Найкращий адаптований сценарій |
| - «Американець у Парижі» – Алан Джей Лернер ★ - «Туз в рукаві» – Біллі Вайлдер, Лессер Самуїлс, Волтер Ньюман - «Давид і Вірсавія» – Філіп Данн - «Йти ва-банк!» – Роберт Пірош - «Колодязь» – Кларенс Грін, Рассел Раус | - «Місце під сонцем» – Майкл Вілсон, Гаррі Браун за романом «Американська трагедія» Теодора Драйзера ★ - «Карусель» – Жак Натансон, Макс Офюльс за п'єсою «Рейген» Артура Шніцлера - «Трамвай „Бажання“» – Теннессі Вільямс за однойменною п'єсою Теннессі Вільямса - «Африканська королева» – Джеймс Ейджі, Джон Г'юстон за однойменним романом Форестера - «Детективна історія» – Філіп Йордан, Роберт Вайлер за однойменною п'єсою Сідні Кінгслі |
| Найкраще літературне першоджерело | Найкращий анімаційний короткометражний фільм |
| - «Сім днів до полудня» – Пол Ден, Джеймс Бернард ★ - «Водолази» – Оскар Мілард - «Ось і наречений» – Роберт Ріскін, Ліам О'Брайен - «Тереза» – Альфред Хейс, Стюарт Стерн - «Тореадор і леді» – Бадд Боеттічер, Рей Назарро | - «Два мишоходи» – Фред Квімбі ★ - «Овечий лев Ламберт» – Волт Дісней - «Rooty Toot Toot» – Стівен Босустоу |
| Найкращий документальний повнометражний фільм | Найкращий документальний короткометражний фільм |
| - «Кон-Тікі» – Олле Нордемар ★ - «Я був комуністом у ФБР» – Браян Фой | - «Бенджі» – Фред Циннеманн та Paramount Pictures ★ - «Бачуче око» – Ґордон Голлінґшед - «Той, хто повернувся» – Оуен Крамп |
| Найкращий ігровий короткометражний фільм, однокатушечний | Найкращий ігровий короткометражний фільм, двокатушечний |
| - «Світ дітей» – Роберт Янгсон ★ - «Їзда рейками» – Джек Ітон - «Історія часу» – Роджер Г. Леффінгвелл | - «Півакра природи» – Волт Дісней ★ - «Бальзак» – Les Films du Compas - «Небезпека під морем» – Том Мід |
| Найкраще озвучування драматичного або комедійного фільму | Найкраще озвучування музичної картини |
| - «Місце під сонцем» – Франц Ваксман ★ - «Камо грядеши» – Міклош Рожа - «Смерть комівояжера» – Алекс Норт - «Трамвай „Бажання“» – Алекс Норт - «Давид і Вірсавія» – Альфред Ньюман | - «Американець у Парижі» – Джонні Грін, Сол Чаплін ★ - «Аліса в Країні Чудес» – Олівер Уоллес - «Великий Карузо» – Адлер Герман Бертольдович, Джонні Грін - «Театр на плаву» – Адольф Дойч, Конрад Селінджер - «На Рив'єрі» – Альфред Ньюман |
| Найкраща пісня до фільму | Найкращий звук |
| - «In the Cool, Cool, Cool of the Evening» — «Ось і наречений» – музика: Хогі Кармайкл; слова: Джонні Мерсер ★ - «A Kiss to Build a Dream On» — «Стріп» – музика та слова: Берт Кальмар (посмертна номінація), Гаррі Рубі, Оскар Хаммерштейн II - «Wonder Why» — «Багаті, молоді та красиві» – музика: Микола Бродський; слова: Семмі Кан - «„Never“» — "Золота дівчина – музика: Лайонел Ньюман; слова: Еліот Деніел - «„Too Late Now“» — Королівське весілля – музика: Бертон Лейн; слова: Алан Джей Лернер                    | - «Великий Карузо» – Дуглас Ширер ★ - «Два квитки на Бродвей» – Джон О. Олберг - «Трамвай „Бажання“» – Натан Левінсон - «Яскрава перемога – Леслі І. Кері - »Я хочу тебе – Гордон Е. Сойєр |
| Найкраща робота художника-постановника, чорно-біла | Найкраща робота художника-постановника, колір |
| - «Трамвай „Бажання“» – артдиректор: Річард Дей; художник-декоратор: Джордж Джеймс Хопкінс ★ - «Занадто молода, щоб цілуватися» – артдиректор: Седрік Гіббонс, Пол Гросс; художник-декоратор: Едвін Б. Вілліс, Джек Д. Мур - «Карусель» – артдиректор та художник-декоратор: D'Eaubonne - «Будинок на Телеграфній горі» – артдиректор: Лайл Р. Вілер, Джон ДеКур; художник-декоратор: Томас Літтл, Пол С. Фокс - «Чотирнадцять годин» – артдиректор: Лайл Р. Вілер, Ліланд Фуллер; художник-декоратор: Томас Літтл, Фред Дж. Род | - «Американець у Парижі» – артдиректор: Седрік Гіббонс, Е. Престон Еймс; художник-декоратор: Едвін Б. Вілліс, Ф. Кеог Глісон ★ - «Казки Гофмана» – артдиректор та художник-декоратор: Хейн Хекрот - «Камо грядеши» – артдиректор: Вільям А. Хорнінг, Седрік Гіббонс, Едвард Карфаньо; художник-декоратор: Х'ю Хант - «Давид і Вірсавія» – артдиректор: Лайл Р. Вілер, Джордж Девіс; художник-декоратор: Томас Літтл, Пол С. Фокс - «На Рив'єрі» – артдиректор: Лайл Р. Вілер, Ліланд Фуллер; художник-декоратор: Томас Літтл, Вальтер М. Скотт; музичні налаштування: Джозеф С. Райт |
| Найкраща операторська робота, чорно-біла | Найкраща операторська робота, колір |
| - «Місце під сонцем» – Вільям С. Меллор ★ - «Незнайомці в потягу» – Роберт Беркс - «Смерть комівояжера» – Франц Планер - «Трамвай „Бажання“» – Гаррі Стредлінг - «Водолази» – Норберт Бродайн | - «Американець у Парижі» – Альфред Гілкс; балет: Джон Олтон ★ - Театр на плаву – Чарльз Рошер - «Камо грядеши» – Роберт Сертіс, Вільям В. Скалл - «Коли світи зіштовхнуться» – Джон Франсіс Сайтс, В. Говард Грін - «Давид і Вірсавія » – Леон Шамрой |
| Найкращий дизайн костюмів, чорно-білий | Найкращий дизайн костюмів, колір |
| - «Місце під сонцем» – Едіт Хед ★ - «Трамвай „Бажання“» – Люсінда Баллард - «Добра леді» – Волтер Планкетт, Джайл Стіл (посмертна номінація) - «Модель і шлюбний брокер» – Чарльз Лемер, Рені - «Мудларк» – Едвард Стівенсон, Маргарет Фурс | - «Американець у Парижі» – Оррі-Келлі, Уолтер Планкетт, Ірен Шарафф ★ - «Великий Карузо» – Хелен Роуз, Джайл Стіл (посмертна номінація) - «Казки Гофмана» – Хейн Хекрот - «Камо грядеши» – Гершель Маккой - «Давид і Вірсавія» – Чарльз Лемер, Едвард Стівенсон |
| Найкращий монтаж | |
| - «Місце під сонцем» – Вільям Хорнбек ★ - «Американець у Парижі» – Адрієн Фазан - «Камо грядеши» – Ральф Е. Вінтерс - «Колодязь» – Честер Шеффер - «Рішення до світанку» – Дороті Спенсер | |

## Спеціальні нагороди
| Почесний «Оскар» «за його універсальність як актора, співака, режисера та танцюриста, а також за його блискучі досягнення в мистецтві хореографії на кіно» для фільму «Американець у Парижі» |  | Джин Келлі американський танцюрист, актор, співак, режисер, кінопродюсер та хореограф |
| Почесний «Оскар» «за найкращі спецефекти» |  | Коли світи зіштовхнуться американський фільм режисера Рудольфа Мате                   |
| Премія «Оскар» за найкращий фільм іноземною мовою |  | « Рашьомон» японський фільм режисера Куросави Акіри                                   |
| Нагорода імені Ірвінга Тальберга |  | Артур Фрід американський продюсер та поет-пісняр                                      |